# Stazione meteorologica di Codogno
La stazione meteorologica di Codogno è la stazione meteorologica di riferimento relativa alla località di Codogno.

## Coordinate geografiche
La stazione meteorologica si trova nell'Italia nord-occidentale, in Lombardia, in provincia di Lodi, nel comune di Codogno, a 58 metri s.l.m. e alle coordinate geografiche 45°10′N 9°42′E.

## Dati climatologici
In base alla media trentennale di riferimento 1961-1990, la temperatura media del mese più freddo, gennaio, si attesta a +0,9 °C; quella del mese più caldo, luglio, è di +23,4 °C .
| Codogno            | Mesi | Mesi | Mesi | Mesi | Mesi | Mesi | Mesi | Mesi | Mesi | Mesi | Mesi | Mesi | Stagioni | Stagioni | Stagioni | Stagioni | Anno |
| Codogno            | Gen  | Feb  | Mar  | Apr  | Mag  | Giu  | Lug  | Ago  | Set  | Ott  | Nov  | Dic  | Inv      | Pri      | Est      | Aut      | Anno |
| ------------------ | ---- | ---- | ---- | ---- | ---- | ---- | ---- | ---- | ---- | ---- | ---- | ---- | -------- | -------- | -------- | -------- | ---- |
| T. max. media (°C) | 3,5  | 6,5  | 12,3 | 17,8 | 21,7 | 26,2 | 28,3 | 27,2 | 23,3 | 16,7 | 10,1 | 4,9  | 5,0      | 17,3     | 27,2     | 16,7     | 16,5 |
| T. min. media (°C) | −1,8 | −0,6 | 3,9  | 8,1  | 12,1 | 16,1 | 18,4 | 17,9 | 14,9 | 9,6  | 4,6  | 0,2  | −0,7     | 8,0      | 17,5     | 9,7      | 8,6  |